# Невадійська складчастість
Невадійська (невадська) складчастість (рос. невадийская (невадская) складчатость; англ. Nevadian folding, Nevadian orogeny; нім. nevadische Faltung f) — одна з епох мезозойської складчастості, яка проявилася в Західних Кордильєрах Північної Америки. Від штату Невада в США й на захід.